# Prestatiecontract
Een prestatiecontract is een contract volgens het burgerlijk wetboek waarin partijen afspraken maken over een te leveren prestatie, ongeacht hoe de leverancier van de prestatie dit feitelijk gaat organiseren voor zijn opdrachtgever.
Een prestatie moet dan gezien worden als een te bereiken resultaat. Het is dan geen prestatie als het een activiteit betreft die de leverancier moet ondernemen om een bepaald resultaat te bereiken. Als het uitdrukkelijk geen prestatiecontract betreft heet de overeenkomst inspanningscontract.

## Het leveren van een prestatie binnen het contract
Het is bijvoorbeeld geen prestatie om 38 keer per jaar het gras van een voetbalveld te maaien. Het is wel een prestatie als het grasveld gedurende het gehele voetbalseizoen bespeelbaar is door het gras te onderhouden (wat daar dan ook voor nodig is). Het prestatiecontract beschrijft dan niet hoeveel en wanneer er gemaaid zal gaan worden, maar de eis (of prestatie) dat het voetbalveld altijd voor bespeling beschikbaar is. De vergoeding of tegenprestatie die de opdrachtgever betaalt is dan in verhouding met de prestatie en niet met de inzet van de leverancier. Een leverancier moet dan een inschatting maken wat zijn inzet is om de prestatie te halen. Daar kan de leverancier zijn prijskaartje aan hangen. Een opdrachtgever betaalt dan alleen voor de prestatie. Mocht de prestatie niet gehaald worden dan kan in het contract worden voorzien ineen boete- of een malusregeling. Als de prestatie wel gehaald wordt kan in het contract worden opgenomen dat er sprake is van een bonus.
De prestatie zelf kan ook worden beschreven als meerdere te behalen doelen. Per doel kan een (sub-) prestatie worden afgesproken.
Andere voorbeelden van prestaties (en de bijbehorende contracten):
- De verwarmingsketel mag niet meer dan één keer per jaar storen.
- De telefooncentrale mag niet uitvallen.
- De liften moeten altijd optimaal beschikbaar zijn en de toestroom van liftgebruikers mag niet tot stilstand komen.
- de bagagebanden voor het afhandelen van de bagage op het vliegveld mogen niet stil komen staan, langer dan 5 minuten.

Typische voorbeelden van inspanningsovereenkomsten zijn:
- de verwarmingsketel twee keer per jaren bekijken en onderhouden.
- de telefooncentrale per drie maanden van nieuwe software voorzien.
- de liften (conform wettelijke verplichting) keuren.
- de bagagebanden driemaal per jaar voorzien van nieuwe draaiende onderdelen die als kwetsbaar zijn gekwalificeerd.

## Problemen met prestatie- en inspanningscontracten
Veel partijen (waaronder de overheid) die denken met een prestatiecontract te maken te hebben lieten feitelijk een inspanningscontract opstellen met wat aanvullende prestatie-eisen. Een voorbeeld hiervan is het service level agreement (SLA). Het probleem is dat een dergelijk contract waarin zowel de prestatie als de inspanning onderdeel is van de overeenkomst geen wettelijke basis heeft voor wat betreft het afdwingen van de prestatie, immers het contract beschrijft uitdrukkelijk wat de leverancier daarvoor moet doen. Derhalve is het dan per definitie geen prestatiecontract. Vooral vanuit financiën en de administratie van de opdrachtgevers wordt het als makkelijker beoordeeld om te tellen of te noteren en daarop aansluitende af te rekenen wat er is gedaan in plaats van of en hoe de prestatie is nagekomen.